# Madalena (Amarante)
Madalena é uma área urbana portuguesa da cidade e do Município de Amarante que foi sede da extinta Freguesia de Madalena, freguesia que tinha 1,56 km² de área e 1 956 habitantes (2011), e, por isso, uma densidade populacional de 1 253,8 hab/km².
A Freguesia de Madalena, que incluía parte da cidade de Amarante, foi extinta em 2013, no âmbito de uma reforma administrativa nacional, tendo sido agregada às freguesias de São Gonçalo, Cepelos e Gatão, para formar uma nova freguesia denominada União das Freguesias de Amarante (São Gonçalo), Madalena, Cepelos e Gatão com sede em São Gonçalo.
Madalena foi vila e sede do concelho de Gestaçô entre 1514 e o início do século XIX. O município e a freguesia sede designavam-se na altura Gestaçô, passando a freguesia a designar-se Madalena nos anos 30 do século XX. Não deve ser confundida com a freguesia de Gestaçô, do concelho de Baião. Esta tinha, no século XIX a designação de Campo de Gestaçô.

## População
| População da freguesia de Madalena | População da freguesia de Madalena | População da freguesia de Madalena | População da freguesia de Madalena | População da freguesia de Madalena | População da freguesia de Madalena | População da freguesia de Madalena | População da freguesia de Madalena | População da freguesia de Madalena | População da freguesia de Madalena | População da freguesia de Madalena | População da freguesia de Madalena | População da freguesia de Madalena | População da freguesia de Madalena | População da freguesia de Madalena |
| ---------------------------------- | ---------------------------------- | ---------------------------------- | ---------------------------------- | ---------------------------------- | ---------------------------------- | ---------------------------------- | ---------------------------------- | ---------------------------------- | ---------------------------------- | ---------------------------------- | ---------------------------------- | ---------------------------------- | ---------------------------------- | ---------------------------------- |
| 1864                               | 1878                               | 1890                               | 1900                               | 1911                               | 1920                               | 1930                               | 1940                               | 1950                               | 1960                               | 1970                               | 1981                               | 1991                               | 2001                               | 2011                               |
| 346                                | 431                                | 426                                | 444                                | 577                                | 577                                | 626                                | 717                                | 792                                | 899                                | 964                                | 1 119                              | 1 210                              | 1 864                              | 1 956                              |

| Distribuição da População por Grupos Etários | Distribuição da População por Grupos Etários | Distribuição da População por Grupos Etários | Distribuição da População por Grupos Etários | Distribuição da População por Grupos Etários | Distribuição da População por Grupos Etários | Distribuição da População por Grupos Etários | Distribuição da População por Grupos Etários | Distribuição da População por Grupos Etários | Distribuição da População por Grupos Etários |
| -------------------------------------------- | -------------------------------------------- | -------------------------------------------- | -------------------------------------------- | -------------------------------------------- | -------------------------------------------- | -------------------------------------------- | -------------------------------------------- | -------------------------------------------- | -------------------------------------------- |
| Ano                                          | 0-14 Anos                                    | 15-24 Anos                                   | 25-64 Anos                                   | > 65 Anos                                    |                                              | 0-14 Anos                                    | 15-24 Anos                                   | 25-64 Anos                                   | > 65 Anos                                    |
| 2001                                         | 386                                          | 276                                          | 1 022                                        | 180                                          |                                              | 20,7%                                        | 14,8%                                        | 54,8%                                        | 9,7%                                         |
| 2011                                         | 329                                          | 243                                          | 1 110                                        | 274                                          |                                              | 16,8%                                        | 12,4%                                        | 56,7%                                        | 14,0%                                        |